# Gehörlosenidentität
Unter Gehörlosenidentität versteht man die Übersetzung des Konzepts Deafhood, dass erstmals 2003 von dem britischen Gehörlosen Paddy Ladd in seinem Werk Understanding Deaf Culture - In Search of Deafhood konzipiert und verwendet wurde, mit dem Ziel, den Unterschied zwischen Gehörlosigkeit, verstanden als Pathologie und verknüpft mit einem medizinischen Standpunkt, und Gehörlosigkeit, verstanden aus einem kulturellen Standpunkt, zu definieren.

## Etymologie des Begriffs
Das englische Substantiv deafhood setzt sich aus dem Begriff deaf (taub) und der Endung -hood (ursprünglich hād: Zustand, Geschlecht oder Eigenschaft von; Gruppe von Menschen des genannten Typs) zusammen.
Im Italienischen gibt es aufgrund der Schwierigkeiten bei der Übersetzung des Suffixes -hood noch immer keine wirkliche Übersetzung des Begriffs Gehörlosengemeinschaft liegen. Der Begriff könnte mit „Zustand der Taubheit“ umschrieben werden.

## Deafhood

### Geschichte
Das Konzept von Deafhood wurde vom englischen Gehörlosenaktivisten und Forscher Paddy Ladd entwickelt und konzipiert, als er auf seiner persönlichen Reise zur Definition seiner eigenen Identität den Mangel an geeigneten Konzepten erkannte, die die gemeinsamen Merkmale der Gehörlosenkultur auf der ganzen Welt miteinander verbinden konnten. Ladd begann 1990 mit der Entwicklung der Idee von Deafhood mit dem Ziel, den wahren existenziellen Zustand gehörloser Menschen aufzuzeigen und die tatsächliche Existenz einer Gehörlosengemeinschaft zu demonstrieren. Das Konzept von Deafhood wurde in seiner Doktorarbeit im Jahr 1998 (PhD in Deaf Culture an der Universität Bristol) weiterentwickelt. Schließlich wurde das Konzept im Jahr 2003 zum Thema seiner Arbeit mit dem Titel Understanding Deaf Culture - In Search of Deafhood.

### Definition
Gemäß der Ideologie von Paddy Ladd, die in Understanding Deaf Culture - In Search of Deafhood, beschrieben wird, bezieht sich das Konzept von Deafhood auf den Zustand, sich seiner Gehörlosigkeit bewusst zu sein und von außen als solche erkannt zu werden, da man über eine besondere Kultur mit eigenen Sitten, Übersetzungen und Werten sowie einer eigenen natürlichen Sprache, der Gebärdensprache, verfügt. Dieses Konzept zielt darauf ab, sich von Deafness oder Gehörlosigkeit aus medizinischer oder klinischer Sicht (also als zu behandelnde Pathologie) abzugrenzen; Durch die Schaffung eines gehörlosenzentrierten Begriffs wie Deafhood wird ein klarer Prozess der Kolonisierung der Hörenden auf Kosten der bestehenden Gehörlosengemeinschaft veranschaulicht. Tatsächlich stellt das Konzept von Deafhood eine Art Reise oder inneren Prozess dar, den der einzelne gehörlose Mensch durchmacht, um seine Gehörlosigkeit positiv zu akzeptieren, und zwar nicht als Verlust, sondern als Teil seiner Identität und seines sozialen Status. Ladd definiert Deafhood als ein weit gefasstes und absichtlich vages Konzept, so schwer fassbar und dynamisch wie die Kultur selbst. Laut Ladd wächst und entwickelt sich dieser Prozess der Akzeptanz in der Persönlichkeit des gehörlosen Menschen vor allem durch die Teilnahme und Einbindung in die Gehörlosengemeinschaft, durch den Austausch von Erfahrungen und durch den Kontakt mit anderen gehörlosen Menschen. Das Ziel dieses Konzepts besteht darin, gehörlose Menschen in ihren gemeinsamen Erfahrungen im Zusammenhang mit der Gehörlosigkeit zu vereinen und eine Art bedingungslose Brüderlichkeit zu schaffen. In diesem Zusammenhang macht der Besitz einer Gebärdensprache (welcher Art auch immer) diese Menschen frei und autonom, ermöglicht ihnen, ihre eigenen Ressourcen zu finden und sich jeglicher Form der Unterdrückung, insbesondere dem Audismus, zu widersetzen.

### Taub und taub
Wenn man von Taubheit (Gehörlosigkeit) spricht, ist es wichtig, zwischen einer gehörlosen Person (mit großem „t“, Taub) und einer gehörlosen Person (mit kleinem „t“, taub) zu unterscheiden. Diese Unterscheidung basiert hauptsächlich auf kulturellen, psychologischen, identitätsbezogenen, sozialen und physischen Faktoren, wobei letztere hauptsächlich auf medizinischer Ebene betrachtet werden. Wenn wir von gehörlosen (Tauben) Menschen sprechen, meinen wir Menschen, die sich ihrer Taubheit bewusst sind und diese nicht als negatives Hördefizit wahrnehmen. Diese Menschen sind normalerweise gut in die Gehörlosengemeinschaft integriert, sie identifizieren sich mit ihrer eigenen Kultur, auf die sie stolz sind, und sie verwenden die Gebärdensprache als ihre Muttersprache und als wichtigstes Kommunikationsmittel.
Wenn wir jedoch von gehörlosen (tauben) Menschen mit kleinem „t“ sprechen, meinen wir Menschen, die nicht hören können, entweder von Geburt an oder erst seit einem bestimmten Zeitpunkt in ihrem Leben, und die sich nicht mit der Kultur und Gemeinschaft der Gehörlosen identifizieren, sondern sich im Gegenteil oft mit der Gemeinschaft der Behinderten identifizieren, da sie ihre Gehörlosigkeit im Allgemeinen als einen Mangel oder eine Behinderung empfinden, ein Defizit, das behoben werden muss, um sich in die Gesellschaft integrieren und auf gleicher Augenhöhe mit hörenden Menschen leben zu können. Im Allgemeinen beherrschen diese Menschen die Gebärdensprache nicht oder verwenden sie, wenn doch, nicht als primäres Kommunikationsmittel und haben häufig eine mündliche Ausbildung erhalten.

### Zugehörige Konzepte

#### Ermächtigung (Empowerment)
Da Deafhood als bewusst vages Konzept gedacht ist, kann es als Überbegriff betrachtet werden, der verschiedene Facetten der Gehörlosenkultur selbst umfasst und zeigt, dass Gehörlosigkeit nicht so sehr ein Nachteil, sondern vielmehr ein Vorteil ist. Da Deafhood insbesondere eng mit der persönlichen Erfahrung des Gehörlosseins verknüpft ist, kann sie mit dem Konzept von Empowerment in Verbindung gebracht werden, das einen Prozess des individuellen und kollektiven Wachstums durch einen gemeinsamen Anreiz bezeichnet, um das eigene Potenzial zu zeigen und auszudrücken.
Laut Julien Rappaport (1981) stellt das Konzept des Empowerment einen auf eine lokale Gemeinschaft ausgerichteten, gezielten und kontinuierlichen Prozess dar, der gegenseitigen Respekt, kritische Reflexion, Zuneigung und Gruppenbeteiligung beinhaltet und durch den Menschen, die nicht über die richtige Menge wertvoller Ressourcen verfügen, ein größeres Selbstwertgefühl und eine größere Kontrolle über ihr eigenes Leben erlangen können. Nach C.H. Keiffer (1982) umfasst Empowerment einen dreidimensionalen Prozess, der Folgendes umfasst:
- die Entwicklung eines stärkeren Selbstbewusstseins im Verhältnis zur Welt (weniger Gefühle der Ohnmacht und Entfremdung);
- ein kritischeres Verständnis der politischen und sozialen Kräfte entwickeln, die die eigene Alltagswelt beeinflussen;
- die Entwicklung funktionaler Strategien und Ressourcenbeschaffung zur Erreichung persönlicher Ziele und gesellschaftspolitischer Ziele.[15][16]

Im Falle der Gehörlosengemeinschaft ist allein die Verwendung der Gebärdensprache ein Akt der Stärkung der Selbstbestimmung im Kampf gegen verschiedene Formen der Unterdrückung (wie etwa Audismus), der es den Gehörlosen ermöglicht, ihre Gehörlosigkeit zu bekräftigen und zu zeigen, dass sie von der Welt der Hörenden unabhängig sein können.
Durch die Verwendung der Gebärdensprache zeigen Angehörige der Gehörlosengemeinschaft, dass sie diese als echte Sprache erleben, die ihnen den Gebrauch natürlicher Sprache in jeder Hinsicht ermöglicht. Tatsächlich identifizieren sich Menschen im Allgemeinen über die Sprache miteinander und bauen soziale Beziehungen auf, da diese im Wesentlichen kulturell bedingt sind. Dies beweist, dass die Gebärdensprache Teil der Gehörlosenidentität selbst ist, einen sehr hohen Stellenwert hat und von der Gemeinschaft, die sie täglich nutzt, als heilig angesehen wird.

#### Deaflore
In ähnlicher Weise ist auch die sogenannte  Deaflore (Gehörlosenfolklore) mit der Gehörlosigkeit verbunden. Gehörlosenfolklore entsteht aus dem Wissen und dem Bewusstsein um die Existenz einer aktiven Gehörlosenwelt, die aus dem Austausch positiver Erfahrungen mit Gehörlosigkeit, gemeinsamen Bräuchen, Traditionen, Gewohnheiten, Werten und Geschichte besteht. Deaflore dient der Gehörlosengemeinschaft also dazu, innerhalb dieser Zusammenhalt und Beteiligung zu schaffen und eine gewisse Gruppenidentität aufrechtzuerhalten.

#### Deaf Gain
Das Konzept der Gehörlosigkeit zeigt, dass sich gehörlose Menschen auf positive Weise mit ihrer Gehörlosigkeit identifizieren können, indem sie diese nicht nur als Hördefekt, sondern als integralen Bestandteil ihrer Identität betrachten. Es zeigt auch, dass gehörlose Menschen nicht unbedingt einen Randplatz in der Gesellschaft einnehmen müssen, sondern diese vielmehr bereichern können, indem sie aus einer anderen Perspektive, nämlich der eines Gehörlosen, einen persönlichen und besonderen Beitrag leisten.
In diesem Zusammenhang definiert das Konzept von Deaf Gain Taubheit als eine Form der sensorischen Vielfalt und entfernt sich dabei von einer ausschließlich medizinischen Sichtweise. In diesem Kontext wird Taubheit daher nicht als Verlust empfunden, sondern definiert vielmehr einen anderen Sinneszugang, der aus einer ausschließlich visuellen Perspektive einen bedeutenden Beitrag zur Welt leisten kann.
Der Begriff Deaf Gain entstand im Frühjahr 2005 dank Aaron Williamson, einem englischen gehörlosen Künstler. In einer Rede vor einer Klasse von Dirksen Bauman erzählt Williamson, dass er, obwohl er im Alter von sieben Jahren begann, immer weniger zu hören, viele Ärzte aufsuchte und immer das gleiche Ergebnis erhielt: „Sie verlieren Ihr Gehör“, und dass ihm nie jemand sagte, dass er taub werde (Deaf Gain). Somit stellt das Konzept von Deaf Gain die allgemein akzeptierten Vorstellungen von Normalität, Behinderung und menschlicher Vielfalt in Frage und verändert sie, da die „hörende“ Normalität das ist, was nach dem Modell einer Person mit normalem Gehör gesellschaftlich akzeptiert wird. Der Begriff „Deaf Gain“ wurde daher als Gegenentwurf zum Hörverlust geschaffen, mit dem Ziel, alle Möglichkeiten zu erfassen, von denen sowohl gehörlose Menschen als auch die Gesellschaft als Ganzes profitieren können, und es gehörlosen Menschen so zu ermöglichen, positive Anreize zu finden, um ihren Beitrag zu leisten.

#### Die Taubheit in ausdrucksstarken Formen feiern
Das Konzept von Deafhood und des Gehörlosenstolzes wird oft in den Ausdrucks- und Kunstformen der Gehörlosenkultur gefeiert und ist zu einem der zentralen Themen geworden, das von den verschiedenen Gehörlosengemeinschaften auf der ganzen Welt geteilt wird. Zu solchen Ausdrucksformen gehören: Poesie in Gebärdensprache, Gehörlosenhumor, Gehörlosentheater und -kino, Lieder in Gebärdensprache sowie bildende Künste wie Malerei, Bildhauerei und Architektur, definiert durch De'VIA, das den Stil und die Tendenzen repräsentiert, die die Werke gehörloser Künstler charakterisieren. Alle diese Stile sind eng mit den Erfahrungen gehörloser Menschen verknüpft, die Themen teilen, die von den meisten Gehörlosengemeinschaften der Welt anerkannt werden, zusammen mit der Würdigung des Reichtums, des kreativen Potenzials und der Bedeutung, die die Gebärdensprache für diese Menschen hat.
Durch ihren Ausdrucksstil demonstrieren und repräsentieren gehörlose Menschen auf soziokulturelle Weise ihre Gehörlosigkeit, was zusammen mit dem Konzept von Deafhood eine Art Gleichwertigkeit zwischen ihrer Welt und der Welt der Hörenden (die oft als dominant wahrgenommen wird) schafft und bei gehörlosen Menschen einen Wunsch nach Rache für die in der Vergangenheit wie auch in der Gegenwart erlittene Unterdrückung zum Ausdruck bringt. Darüber hinaus zeigen Ausdrucksstile und Deafhood, dass dem allem eine im Wesentlichen visuelle Kultur mit ihren eigenen Besonderheiten zugrunde liegt, deren Dreh- und Angelpunkt die Existenz und Verwendung einer Gebärdensprache ist, die nicht das Produkt einer Übersetzung von Lautsprachen ist, sondern ein natürlicher und spontaner Ausdruck einer echten Gemeinschaft.

## Bibliographie
- Ghetti, Alessandro Elias: Deafhood - Le radici della cultura sorda, 2015, URL https://hdl.handle.net/11707/5661
- Gitti, Giuseppe; Franco Angeli: sordo o Sordo?, Milano 2013
- Ladd, Paddy: Understanding Deaf Culture: In Search of Deafhood, Multilingual Matters, Bristol 2003, URL https://archive.org/details/understandingdea0000ladd
- Lane, Harlan: Etnicità, Etica e il Mondo dei Sordi, Intervento alla conferenza internazionale Signa Volant organizzata dall’Università degli Studi di Milano e dall’Università degli Studi di Milano-Bicocca, Milano, URL http://www.filosofia.unimi.it/zucchi/NuoviFile/Lane-Etnicita.pdf, Abruf: 24 giugno 2005
- Lane Harlan, Hoffmeister Robert, Bahan Ben: A Journey into the Deaf-World, DawnSignPress, 1996, URL https://archive.org/details/journeyintodeafw00lane_0
- Licciardello, Orazio: L’Identità della persona sorda. Basi teoriche e ricerca sul campo, Bonanno, Acireale-Roma 2003
- Padden Carol, Humphries Tom: Inside Deaf Culture, Harvard University Press, 2006
- Palazzo, Dario: Il mio cammino verso la comunità sorda, Edizioni La Matrice, Bari 2014
- Zaghetto, Ambra: Nuove prospettive sulla produzione artistica in lingua dei segni italiana (LIS), Guerra edizioni, Perugia 2013
- Zuccalà, Amir: Cultura del gesto e cultura della parola. Viaggio antropologico nel mondo dei sordi, Meltemi Editore, Roma 2001